# Otočić Pod Kopište
Otočić Pod Kopište är en ö i Kroatien.   Den ligger i länet Dubrovnik-Neretvas län, i den södra delen av landet, 300 km söder om huvudstaden Zagreb.